# И Дже-мьон
Лий Дже-мьон (роден на 8  декември 1963 г.) е южнокорейски политик и адвокат, губернатор на провинция Кьонги-до от 2018 до 2021 г. и лидер на Демократическата партия на Южна Корея от 2022 до 2025 г. Президент на Южна Корея от 2025 г.
Роден в бедно семейство в Андонг, Лий става фабричен работник след начално училище и получава инвалидност поради трудови злополуки. Получава дипломи за средно и гимназиално образование и учи в университета Чунг-Анг, където получава юридическа степен през 1986 г. Като адвокат по правата на човека и труда, Лий се организира с Минбюн и се застъпва за откриването на нова болница в Сонгнам.
Лий влиза в политиката през 2005 г. и неуспешно се кандидатира на няколко избори.
През януари 2024 г. Лий оцелява след опит за покушение. През ноември 2024 г. той е осъден за нарушаване на Закона за избиране на публични длъжностни лица, тъй като е отричал лъжливо връзката си с Ким Мун-ки, бивш изпълнителен директор на Seongnam Development Corporation, по време на президентската си кампания през 2022 г. По време на кризата с военното положение в Южна Корея през 2024 г. Лий привлича международно внимание, като се качва на оградата на сградата на Народното събрание и документира събитието в предаване на живо. Впоследствие той играе важна роля в ръководенето на импийчмънта срещу президента Юн Сок Йол. След прекратяването на президентския мандат на Юн Сок Йол от Конституционния съд на Южна Корея, Лий организира трета кампания за президент през 2025 г. печелейки номинацията на Демократите и на президентските избори в Южна Корея през 2025 г. побеждава основния си съперник на изборите, Ким Мун-су от Партия силата на хората.